# 寺崎覚

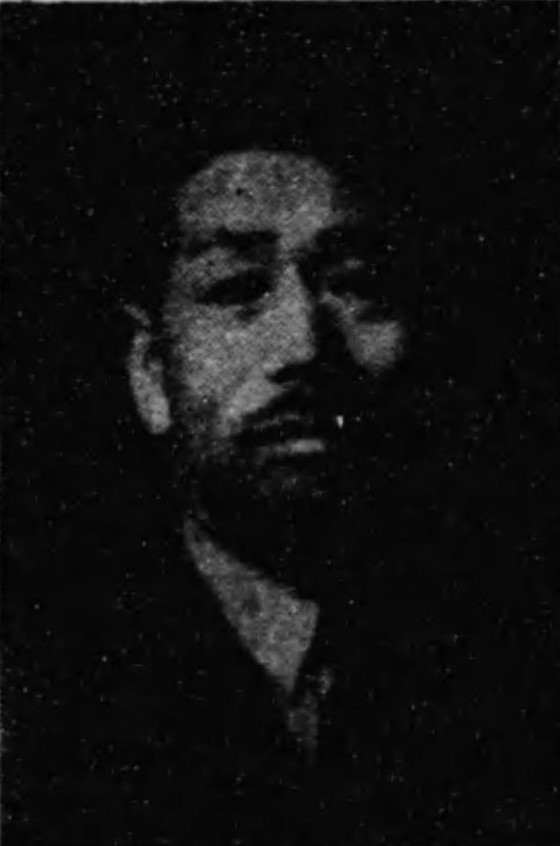
寺崎覚

寺崎 覚（本姓:寺﨑 覺、てらさき さとる、1894年（明治27年）8月13日 - 1984年（昭和59年）2月2日）は、昭和期の農民運動家、政治家。衆議院議員、久留米市功労者。

## 経歴
福岡県久留米市津福本町で生まれる。
久留米市鳥飼産業組合理事、同鳥飼農業会長、久留米市農地委員会長、福岡県農村青年連盟久留米地区委員長、久留米市鳥飼農業協同組合理事などを務めた。
1947年（昭和22年）4月の第23回衆議院議員総選挙に福岡県第3区から出馬して初当選。1949年（昭和24年）1月の第24回総選挙で再選され、衆議院議員に連続2期在任した。この間、日本農民党情報部長などを務めた。
その後、久留米市教育委員会委員長に就任した。